# Hr.Ms. Balder (1879)
De Hr.Ms. Balder was een Nederlandse rivierkanonneerboot van de Thorklasse. Het schip, vernoemd naar de Noorse god Baldr, is gebouwd door de Zuid-Hollandse scheepswerf Christie, Nolet en Kuiper uit Delfshaven. Van 1909 tot 1910 is het schip omgebouwd tot mijnenlegger en in 1910 als zodanig opnieuw in dienst genomen.
In de meidagen van 1940 lag de Balder voor onderhoud op een scheepswerf Boele's Scheepswerven en Machinefabriek in Bolnes. Op 14 mei 1940 is het schip daar in Duitse handen gevallen die het naar alle waarschijnlijkheid hebben laten verschroten.